# Ambulyx annulifera
Ambulyx annulifera är en fjärilsart som beskrevs av Swinhoe 1892. Ambulyx annulifera ingår i släktet Ambulyx och familjen svärmare. Inga underarter finns listade i Catalogue of Life.